# Pteris tremula
Pteris tremula är en kantbräkenväxtart som beskrevs av Robert Brown. Pteris tremula ingår i släktet Pteris och familjen Pteridaceae. Inga underarter finns listade.

## Bildgalleri

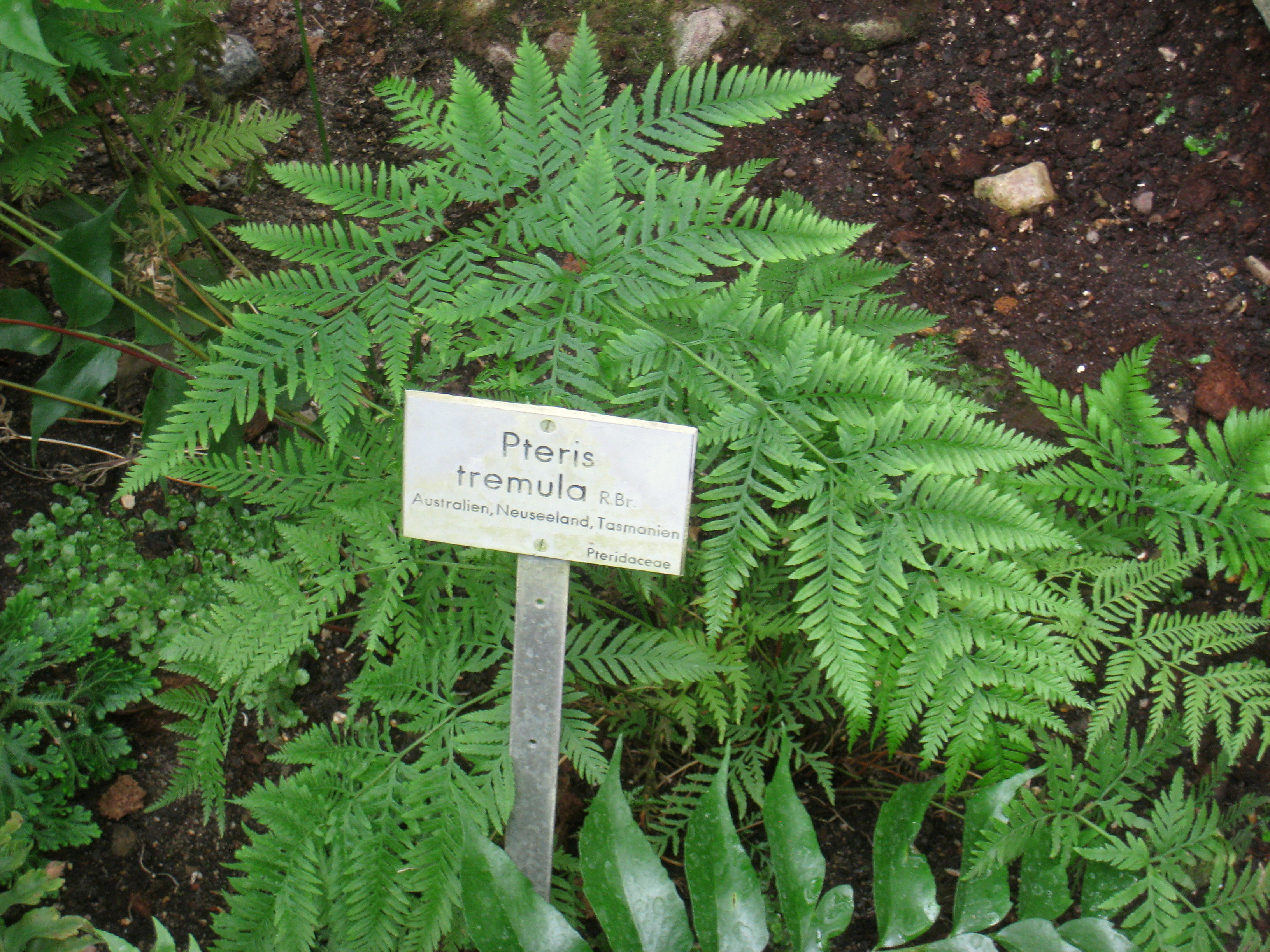